# Céline Guivarch
Céline Guivarch, née le 23 juin 1980, est une économiste du changement climatique française. Elle modélise l'impact du changement climatique dans une perspective multidisciplinaire en s'appuyant sur l'économie et les mathématiques. Elle est membre du Haut Conseil pour le climat et une autrice du sixième rapport d'évaluation du GIEC.
Elle reçoit le prix Irène Joliot-Curie de la Jeune femme scientifique en 2020.

## Biographie

### Éducation
Céline Guivarch est reçue major au concours d'entrée de l'École polytechnique et en sort diplômée, ainsi que de l'École nationale des ponts et chaussées. Elle effectue une thèse en économie dans le cadre du Centre international de recherche sur l'environnement et le développement (CIRED).

### Carrière
Elle est directrice de recherche à l'École des Ponts ParisTech.
Son domaine de recherche dans le cadre du CIRED est l'évaluation du coût des politiques climatiques.
Inspirée par l'enseignement de Hervé Le Treut, et touchée par son expérience au Kazakhstan dans une région vulnérable aux impacts du changement climatique — via notamment la fonte des glaciers du Tian Shan, dans les contreforts de l’Himalaya — elle s’intéresse aux scénarios de développement possibles et à leurs impacts sur le réchauffement climatique et les inégalités.
« Il n’y a pas de solution miracle. Il faut regarder à chaque échelon et dans chaque situation les instruments politiques et économiques qui peuvent être adaptés » explique Céline Guivarch à L'Usine nouvelle.
Elle est membre du Haut Conseil pour le climat. Elle y analyse les trajectoires de réduction des émissions de gaz à effet de serre du point de vue physique et économique, l’incertitude dans ces trajectoires et la prise de décision en situation d’incertitude.

### Prix et distinctions
- Prix Louis Édouard Rivot de l'Académie des sciences 2003[6]
- Prix Irène Joliot-Curie 2020[7],[8]
- Chevalière de l'ordre national du Mérite